# 필라테스

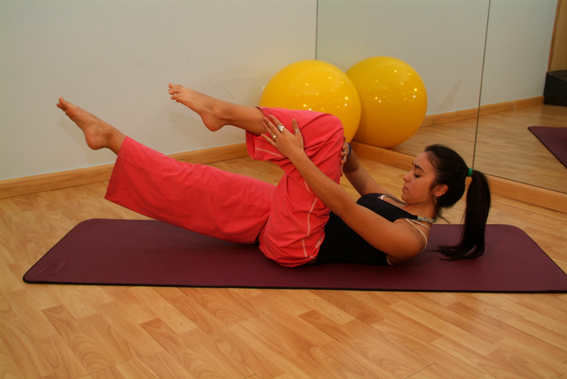
필라테스 1

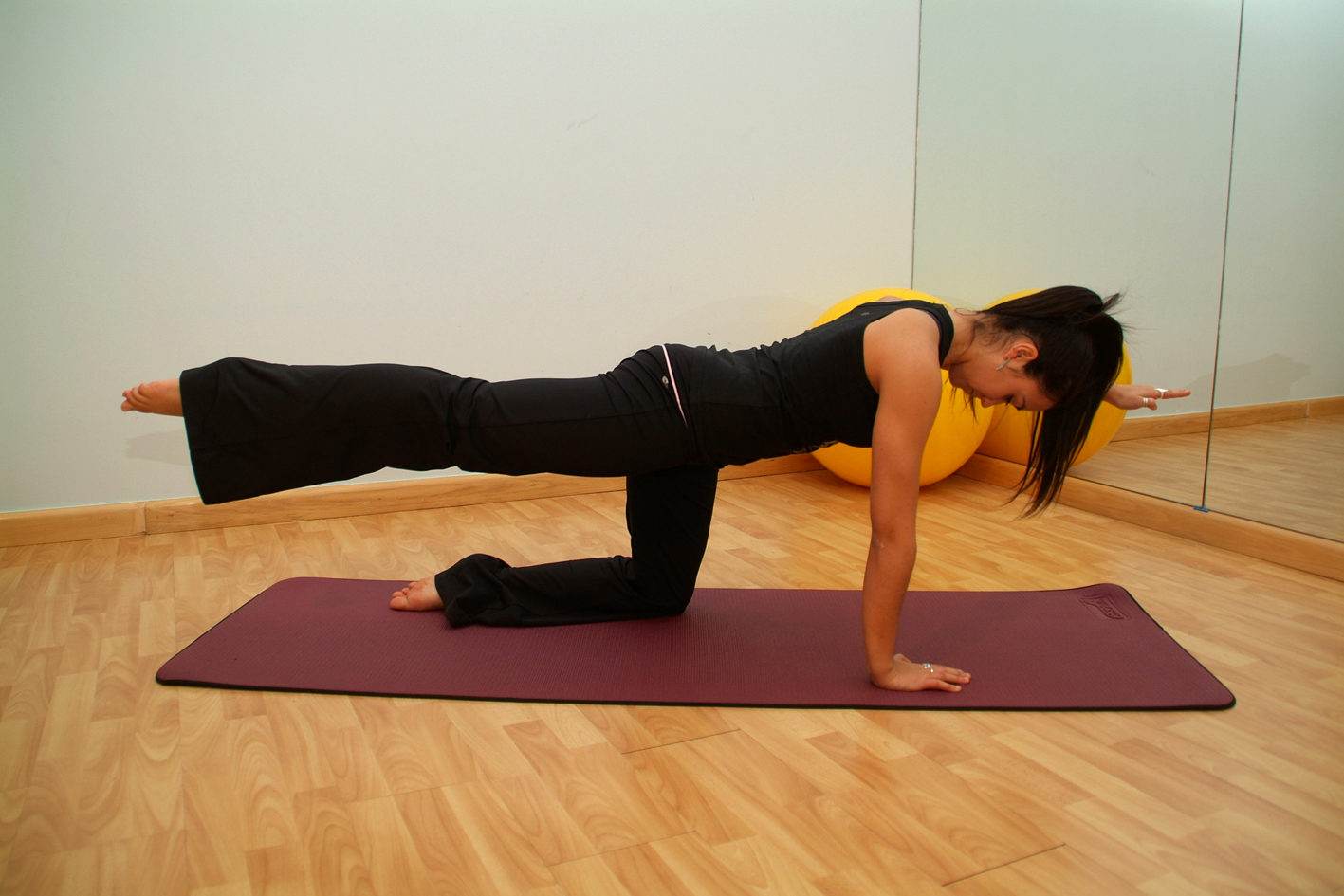
필라테스 2

필라테스(영어: Pilates 또는 Contrology)는 근육 강화 운동으로 그 명칭은 요제프 필라테스(Joseph H. Pilates)의 이름에서 유래되었다. 
독일 출신의 간호병인 필라테스는 제1차 세계 대전에 참전했다가 포로가 되어,  영국의 랭커스터 포로 수용소에 갇혔다. 이 수용소에서 필라테스는 환자들 회복을 돕기 위한 운동법을 고안했다. 좁은 공간에 마땅한 운동 기구가 없던 포로 수용소에서 그는 침대 가로대나 스프링을 기구로 활용하는 새로운 운동법을 고안했다.
이 운동법은 부상 치료와 재활에 효과적인 데다, 중심 근육의 안정성, 근력, 체력, 유연성 등에 큰 효과가 있고, 정신건강에도 도움이 되기에 먼저 무용계를 중심으로 크게 인기를 끌었다. 필라테스는 이 운동에 컨트롤로지(contrology)라는 이름을 붙였으나, 그보다는 필라테스라는 이름으로 더 유명해졌다.

## 효과
필라테스는 신체의 전 근육을 과학적으로 단련하기 위해 만들어졌다. 신체 중 복부의 안정과 몸 전체의 균형을 추구한다. 또한 필라테스는 요가의 아사나와 다양한 체조의 동작 및 스포츠의 운동 동작을 결합하여 매트나 기구 위에서 수련을 한다. 그 결과 전신 근육의 균형적인 발달과. 신체의 스트레칭 능력과 혈액순환의 향상을 가져오게 된다.

## 필라테스와 요가의 차이
요가는 인도에서 유래한 철학, 과학, 예술, 의학이며 건강법이다. 현대에 대중적으로 알려진 다양한 동작인 하타요가는 요가의 일부분으로 2천 가지가 넘는 요가의 방법 중 하나이다. 요가는 호흡을 조절해서 몸과 마음을 정화시키는 방법으로 궁극적으로는 깨달음의 길로 가는 것이 목적이다. 따라서 요가에서는 욕망을 조절해 정신적으로 고요해짐으로써 지혜로움으로 나아갈 수 있도록 이끌어 주는 수행법이다. 8지칙을 통해서 일상에서 욕망을 조절함으로써 해탈을 향해 나아가는 방법인 것이다. 필라테스는 요가의 외적인 움직임, 웨이트트레이닝, 스포츠, 발레 등의 원리를 종합하여 독일인 죠셉 필라테스가 미국 뉴욕으로 이주해 만들어 보급한 건강법이다.
요가가 주로 호흡의 조절을 통해서 감정을 조절하고 자연의 흐름과 하나될 수 있는 방법들을 행하는 반면,  필라테스는 다양한 기구와 매트, 소도구를 사용해서 외적인 근육과 골격의 움직임에 집중한 운동법이다. 요가는 기본적으로 호흡에 집중해서 감정을 조절하고 마음의 흐름에 따라서 긴장된 부위를 내적으로부터 이완시켜서 풀어가는 방법이 주가 되는 반면에, 필라테스는 해부학적 운동에 맞추어서 동작을 반복하면서 단련한다. 요가와 필라테스는 모두 호흡을 중시하지만 기본적인 차이가 있다. 요가는 5000년 전통으로 이어온 다양한 호흡을 통해서 감정적인 상태나 내장의 움직임을 세부적이고 과학적이면서 개인적인 상태에 적합한 방법으로 한 복식호흡법을 택하는 반면  필라테스는 죠셉필라테스가 만든 호흡법을 기초로, 현대해부학과 운동과학에 기초로 둔 흉식호흡을  행한다.
또한 필라테스는 매트, 캐딜락(트라피즈테이블이라고도 한다), 리포머, 레더바렐, 체어, 스텝바렐 등 죠셉필라테스가 발명하고. 계승자들이 보완한 다양한 기구를 사용하여 단련한다.

## 필라테스의 6가지 원리원칙
필라테스는 여섯가지 원리원칙을 바탕으로 신체구조를 완벽하게 교정하는 것을 목표로 한다.
여섯가지 원리원칙은 조셉 필라테스 사후에 제자들에 의해 정리된 것으로 알려져 있다.

### 중심 안정성(CENTERING/STABILIZATION)
안정된 상태에서 동작을 시작하는 것의 중요성을 이해하는 과정이다. 저항동작을 통해 어떻게 안정화시킬 수 있는지 습득하여 우리몸의 중심이 되는 파워하우스 즉, 우리신체의 중앙에서 나오는 힘의 부분이 되는 복부 그리고 허리둘레와 엉덩이, 허벅지 안팎의 근육강화로 몸을 정렬시켜 중심을 바로잡고 전신을 움직여 신체의 각 부위를 자연스럽고 바르게 사용할 수 있도록 한다.

### 집중(CONCENTRATION)
정확하게 주의하여 의도적으로 운동을 수행하고, 동작에서 의식적인 과정에 집중하게 하므로 한가지 동작을 컨트롤하면서 여러번 하는 것 보다 낫다. 필라테스를 할 때에는 몸과 마음을 집중하여 움직이고 있는 자신의 몸에 집중하고, 움직이는 것은 자신의 마음이라하여 반응하는 근육에 집중하는 것이다.

### 조절(CONTROL)
자세와 순서의 모든 세부사항에 주의를 기울이면서 동작을 제어 해야한다.

### 흐름 또는 동작의 효율성(FLOW OR EFFICIENCY OF MOVEMENT)
전체 시스템과 각 운동 간 전환점의 중요성을 이해한다.

### 호흡(BREATHING)
호흡은 살아있음을 증명하고 동작을 강화하고 코어를 촉진하는데 있어 날숨의 중요성을 이해하는데 있다. 필라테스의 호흡법은 옆가슴으로 호흡하는 횡격막 호흡으로 몸을 이완시키는 동시에 파워하우스를 강화시키기 위해 개발된 호흡법으로 긴장완화와 마음의 차분을 도와 내적인 균형을 이루는 호흡운동이다. 수축과 이완을 조절할 수 있으며 보다 파워하우스에 집중적으로 힘이 들어가면서 몸의 정렬을 만들어 균형감각과 정신집중을 도와 유산소의 효과까지 이룰 수 있게 하며 흡기 시에는 흉곽이 확장되고 호기 시에는 확장된 흉곽을 몸의 중심 안으로 모아 복부 둘레를 타이트하게 조여주는 모양으로 보여진다.

### 정확성(PRECISION)
모든 것은 디테일에 있다. 몸이 전체적으로 적절한 정렬상태가 되도록 집중한다. 동작하는 동안, 동작을 예리하게 자각하는 연습을 통해 올바른 자세는 중립적인 자세로 척추와 골반의 정확한 선상에서 근육을 강화시켜 동작 하나하나가 추구하는 목적에 맞게 동작을 정확하고 완벽하게 수행하는 것을 강조하여 올바른 자세를 유도하고 한 가지 동작의 정확성으로 양보다 질로써 최소의 노력으로 최대의 효과를 얻어 근육의 피로와 부상을 방지한다.

## 필라테스의 기구

### 리포머
필라테스 창시자 죠셉 필라테스가 만든 운동기구이다. 캐리라는 지지대가 레일위에서 움직이게 되어 있다. 수련자는 이 위에 눕거나, 앉거나, 엎드리는등이 다양한 자세를 취하고, 지지대에 연결된 스프링을 밀고 당기는 동작을 통해, 신체의 전 부위를 단련한다. 리포머을 비롯해, 필라테스의 기구들은 스프링을 적극적으로 이용한다. 스프링은 수련자에게 다양한 운동강도를 제공하고, 운동의 범위를 확장시켜준다. 또한 스프링의 흔들림을 제어하는 능력을 발달시키고, 이것을 통해 신체의 불균형이 심화된 사람들에게. 신체의 근육을 바르게 사용하는 법을 가르쳐준다.
기존의 웨이트트레이닝식의 운동기구가. 보통 한가지운동만 할 수 있다면, 리포머는 죠셉필라테스가 만들어내고.필라테스메소드연맹이 정립한 수십가지의 동작을 기본으로, 백여동작의 다양한 운동을 할 수 있다. 운동의 강도는 스프링자체의 강도와 스프링의 개수와 스프링과 수련자의 거리. 수련자의 자세로 결정되며, 재활에서 일반인의 건강. 운동선수의 운동능력향상에 이르기까지 다양한 운동을 할 수 있는 멀티복합운동기구이다.
리포머운동의 특징은 실제 인간이 해부학적으로 행하는 운동을 기본으로 전개된다. 인간은 살아오면서, 잘못된 운동습관과 생활습관으로, 자신의 근육및 관절을 불량하게 사용하여, 신체가 왜곡되고, 불균형을 스스로 만들게 된다. 예를 들면,발목을 정확히 발목의 무게중심을 중심으로 굴곡하고 신전하지 않는 동작을 반복하게 되면, 발목은 안쪽과 바깥쪽의 근육의 불균형을 일으키고, 잦은 발목부상, 발과 다리의 부정렬을 일으킨다. 이때 리포머의 풋바[발을 없애는 바]에 발을 바르게 정렬하여, 발목을 바르게 굴신하는 동작을 통해, 다시 발목의 올바른 사용법을 배우게 하는 것이다.

### 타워 리포머 (Studio Reformer with Tower)
하나의 공간에서 두 개의 기구를 경험할 수 있는 타워 리포머는 All-in-One으로 인한 쉬운 변환, 새로운 프로그래밍 개념, 공간을 경제적으로 사용할 수 있다. 리포머, 매트, 타워를 결합한 운동시스템은 리포머 공간에서 완벽한 운동을 제공하게 된다.

### 트라피즈테이블(캐딜락)
이것은 조셉 필라테스에 의해 영국의 포로병원에서 누워만 있어야하는 환자들의 근력 및 유연성, 재활운동을 위해 처음에 고안했다가, 그후 점점 개량을 하게 되었다. 초기에는 침대 스프링을 사용하였고, 철제침대에 봉을 세워, 거기에 다양한 스프링을 부착하여, 다양한 운동을 할 수 있게 고안한 기구이다.
트라피즈테이블은 운동기능이 떨어진 사람에게, 스프링과 다양한 지지대[푸시스로우바. 롤다운 바등]를 통해,필요로 하는 해부학적운동을 정확히 수행할 수
있도록 도와준다. 재활이 필요한 사람들은. 대부분 특정부위의 기능이 떨어지는데, 평상의 운동을 시키면, 기능이 떨어진 부위를 운동하는 것이 아니라. 다른
부위가 운동되는 보상작용이 일어난다. 트라피즈는 이것을 방지해준다.
인간이 행할 수 있는 대부분의 해부학적 운동을 모두 이위에서 행할 수 있다

#### 해부학적운동
인간의 골격구조에 의해 규정되는 운동이다. 예를 들면 척추는 앞으로 굴곡하고, 뒤로 펴고, 옆으로 굴곡하고 회전하는 네 가지 운동을 할 수 있다. 모든 인간의 운동[ 스포츠. 무용. 무술, 노동, 일상동작등]은 이러한 네 가지운동을 기본으로 하여 일어난다. 이 네 가지중에 한가지라도 잘 안되면, 그 기능이 떨어진것이고. 그것은 그 부위의 근육의 굳음. 약해짐. 늘어남으로 발생하고, 그것이 심화되면 통증이 된다. 즉 재활을 한다는 것은 다시, 그 기능을 회복하는 것이다. 트라피즈테이블이나 리모퍼. 체어. 바렐등의 필라테스기구들은 이러한 해부학적 운동기능을 향상시킨다.

### 체어 (Chair)
주로 Wunda Chair or Stability Chair로 알려진 Pilates chair는 다양한 기능을 가진 기구이다. 의자라고 표현하기에는 기능이 너무 다양하다. 앉는 기능을 하는 것이 아니라, 운동을 하는 동안 앉아서 발로 스텝이나 페달을 밀거나 때로는 바닥에 눕고 때로는 바로서서 때로는 무릎을 구부리고 다리를 앞으로 빼서 자세를 취한 후 동작을 만들어 낼 수 있다. 팔굽혀 펴기 같은 자세도 할 수 있다. 75가지 이상의 운동을 할 수 있도록 만들어졌다. 조절할 수 있는 스프링 저항은 이 기구의 핵심적인 장치이다. 대개의 모델에서 4개의 스프링이 다양한 레벨의 저항을 일으킨다. 발이나 손으로 스텝을 밀어 내리는 동안 체간에는 상당히 안정된 상태가 필요하다. 생각보다 힘들 것이다. 꾸준한 연습이 필요할 것이다.
Chair는 근육을 균형 있게 만드는데 도움이 되고 몸 전체를 사용하여 운동이 이루어져야 한다. 또한 스포츠인의 좀 더 높은 수준의 운동을 도와준다. 상,하체의 근육을 강하게 만들어주고, 균형을 잡아주며, 몸의 안정성을 높여줘서 몸을 조절하는 능력을 키워준다. Chair의 페달은 분리가 되어 양쪽을 동시에 하거나 한쪽씩 하거나 양쪽을 번갈아 가면서 운동할 수 있기 때문에 뭄 전체의 균형과 근력을 증가시킬 수 있다.
이 기구 운동으로 허리근육이나 엉덩이, 어깨, 복횡근 등의 근육의 발란스가 맞춰질 것이다. 또한 근육이나 인대가 삐거나 늘어난 상태를 재활목적의 동작의 훈련으로 재조정할 수 있을 것이다. 조셉 필라테스의 오리지날 체어는 처음에 하나의 스프링 페달이었지만 여러 차례 실력 있는 필라테스 기구 제작자들에 의해 변형되고 개발되어 점차 운동을 하기에 적합한 기구로 발전하게 되었다. 변형과 수정은 급속도로 진행되고 스텝이나 페달은 발이나 다리의 회전운동이나 상호 역학적인 관계를 연구해 가장 큰 효과를 낼 수 있도록 진화되었다. 핸들이나 의자 지지대 회전디스크나 그 밖에 악세사리 들이 추가적으로 변형 개발되어 추가되었으며, 어떤 체어들은 높이가 다양하게 제작되었다. 하지만 기본적인 구조나 원리는 그대로 유지되었다.

### 배럴 (Barrel)
독특한 디자인으로 설계된 이 기구는 복부의 안정화와 근력향상, 유연성과 움직임의 가동범위를 증가시키기 위해 만들어졌다. Flexion, Extension, Rotation, Lateral Flexion동작을 안전하고 다양하게 할 수 있다.

### 필라테스 아크 (Pilates Arc)
필라테스 아크는 조셉 필라테스에 의해 디자인된 스파인코렉터(스텝배럴)를 토대로 만들어졌다. 이 도구는 척추의 가동성과 코어의 강화를 증진하는데 도움을 준다. 특징은 매우 가볍고 좀 더 많은 사람들이 사용할 수 있고 보다 다양한 운동을 할 수 있다. 매트운동을 좀 더 강하게 하거나 근력이 약한 사람들을 도와줄 수 있다. 또한 몸통, 어깨, 등과 다리를 가늘고 길게 하면서 강화시켜준다.

### 폼롤러 (Foam Roller)
폼롤러는 중량이 가볍고 충격흡수력이 좋은 고급스펀지 재질로 만들어진 긴 원형막대기 모양의 소도구이다. 폼롤러는 구르는 성질을 이용하여 신체의 ROM증진(Range of motion) 및 각 부위의 스트레칭에 유용하게 활용하실 수 있다. 또한, 신체의 2~3 군데의 복합적인 스트레칭이 가능하며, 발란스 능력향상, 근력강화 운동프로그램과 함께 다양한 방법으로 사용하실 수 있다.
전신을 스트레칭 및 손에 닿지 않는 부위의 긴장된 근육을 쉽게 이완시켜 주고, 신체 각 관절의 가동범위를 증가시키는데 탁월한 효과를 가지고 있다.폼롤러는 지면에 신체의 지지면을 낮추어 발란스 향상 트레이닝시 유용하게 활용하실 수 있으며, 운동선수의 경기력향상에 도움을 준다.
밸런스 능력향상 및 근력강화 운동 프로그램에 활용하며, 임상적 활용으로 근경화(Muscle Tightness), 근(근막)증후군(Myofacial Pain Syndrome), 근유착(Muscle Adhesion), 오십견(Frozen Shoulder) 등의 개선, 회복, 예방에 도움을 준다.
뇌졸중, 소아마비등의 환자에게 치료적 운동요법을 적용하여 신체의 기능적인 움직임 개선에 도움을 준다. SMRT(Self Myofacial Release Technique, 자가근막이완기법)으로 일반인 및 운동선수들이 긴장된 근육을 쉽게 이완시킬 수 있고 목적에 따라 재활치료, 자세교정 등의 용도로 활용 가능하다. 추가적인 임상적 활용으로 오십견, 근(근막)협착증, 근경화(Muscle Tightness)의 개선에 도움을 주며 근육피로 회복과 상해 예방에 도움을 준다.
등 상부 근육 마사지, 중추 유연성 향상, 둔부, 슬건, 복구 강화, 신체 균형 감각 향상을 위해 사용할 수 있으며,  척추 굴곡, 팔 굴곡, 무릎 신전이 가능하다.

### 매직 서클 (Macig circle)
조셉 필라테스의 오리지날 서클은 현재는 다소 변형된 상태이다. 또한 휘트니스 서클, 파워서클, Flex ring toner, ultra-fit circle 또는 spring circle이라는 이름으로 O자 형태의 링. 링을 앞이나 옆, 뒤로 잡고 때론 서서 때론 바닥에 누워 사용할 수 있다. 팔이나 다리로 서클을 잡고 외전이나 내전 등의 운동을 할 수 있다. 가슴근육을 이용해서 양손으로 링을 잡을 수 있게되며 동시에 복근을 이용해야 한다. 그래서 이 기구 운동은 두 가지 세 가지의 효과를 얻을 수 있는 운동기구이다.

### 탄성밴드 (Elastic Exercise Band)
탄성밴드는 물리치료사들이 수년간 재활치료와 환자들의 가정 프로그램에 사용해왔으며 고전 필라테스 매트와 도구 운동에 연관지어져 변화되어 왔다. 이 밴드들은 색깔을 달리함으로써 상이한 저항을 식별하도록 했다. 예를 들어 약한 순서대로 노랑, 빨강, 녹색, 파랑, 검은색 순으로 저항력에 따라 색깔이 상이하다. 긴장하지 말고 동작을 쉽게 할 수 있을 때까지 가벼운 밴드를 이용한다. 무리하지 않고 가벼운 것에서 점점 무게를 더하는 것이 바람직하다. 그것이 점진적인 저항개념의 초점이다.

## 같이 보기
- 코어근육운동
- 스트레칭